# سكيس كاريداس
سكيس كاريداس مواليد 4 نوفمبر 1979، هو لاعب كرة سلة يوناني. بدأ مسيرته الاحترافية في سنة 2003. يلعب مع نادي بانيونيوس كلاعب هجوم خلفي. يحمل الرقم 10. يبلغ طوله 6 قدم 1 بوصة (1.9 م). لعب مع نادي أركاديكوس لكرة السلة ونادي بانيونيس لكرة السلة.

## روابط خارجية
- سكيس كاريداس على موقع DraftExpress.com (الإنجليزية)